# Musée Rosenlew
Le Musée Rosenlew (finnois : Rosenlew-museo) est un musée situé  à Pori en Finlande.

## Architecture
Le bâtiment est un grenier construit dans les années 1860 selon les plans de Georg Theodor von Chiewitz.

## Collection
Sa collection présente l'histoire de la société (W. Rosenlew & Co,puis W. Oy W. Rosenlew Ab (fi)) de la Famille Rosenlew (fi) qui a fonctionné à Pori de 1853 à 1987.